# Parafia św. Jana Chrzciciela w Kleszczewie Kościerskim
Parafia Świętego Jana Chrzciciela w Kleszczewie Kościerskim – parafia rzymskokatolicka znajdująca się w diecezji pelplińskiej, w dekanacie Zblewo.